# Carne de Cervera y Montaña Palentina

Un grupo de vacas pastando en las inmediaciones de la Ruta de los Pantanos.

Carne de Cervera y Montaña Palentina es una Marca de Garantía de carne de vacuno autorizada en 1998.

## Características
La zona de producción, denominada "Montaña Palentina", comprende 21 municipios del norte de la provincia de Palencia, centrados alrededor del municipio de Cervera de Pisuerga. Las razas de ganado vacuno aptas para la producción de carne son:
- Hembras reproductoras: Parda de montaña, Limousina, y sus cruces en primera generación.
- Sementales: Parda de montaña, Limousine, Charolés, y Asturiana.

El número de operadores autorizados para el uso de la marca son:
- 33 Explotaciones.
- 2 Mataderos.
- 13 Puntos de venta.

En el año 2006, según datos facilitados por la Diputación de Palencia a fecha de 5 de diciembre de ese año, fueron sacrificadas 930 reses incluidas en esta marca, lo que supone aproximadamente 226 toneladas de venta de carne y una previsión económica de comercialización en torno a los de 828.000 euros.